# 斯諾烏海峽
斯諾烏海峽（Пролив Сноу）是俄羅斯的海峽，由薩哈林州負責管轄，連接鄂霍次克海和太平洋，長約7公里、寬3公里，最大水深超過500米，該海峽東部的潮流強勁。
46°29′33″N 150°49′37″E / 46.4925°N 150.827°E